# جمعية الصناعات الأمريكية المبكرة
جمعية الصناعات الأمريكية المبكرة Early American Industries Association (EAIA) تأسست عام 1933 من قبل مجموعة من الأشخاص المهتمين بالمهن والحرف التقليدية المبكرة في أمريكا. التقوا لمناقشة الممارسين المختفين بسرعة لهذه المهن، بما في ذلك المشتغلين بالمتجر والمزرعة والبحر والمنزل. كانوا قلقين بشأن فقدان المهارات والمعرفة بأدوات وممارسات تلك الحرف وأرادوا فعل شيء للحفاظ عليها. كان حلهم هو تشكيل جمعية الصناعات المبكرة، الذي تم دمجه لاحقًا في 16 مارس 1942،  كمنظمة تعليمية غير ربحية مهتمة بجميع جوانب الفنون الميكانيكية في أمريكا.
يتم تمويل عمل جمعية الصناعات المبكرة ودعمها ماليا من خلال الدعم من أكثر من 2000 عضو في جميع أنحاء الولايات المتحدة وخارجها والإيرادات المكتسبة من مبيعات المطبوعات والبضائع والبرامج. تمكن هذه الموارد الجمعية من الحفاظ على الحرف والحرف والأدوات التاريخية وتقديمها وتفسير تأثيرها على حياتنا.

## الأنشطة
بدأت الجمعية على الفور في نشر مجلة فصلية تم تسميتها The Chronicle، والتي تنشر مقالات حول مجموعة متنوعة من الموضوعات في مجالات اهتمامهم. على مر السنين أصدروا منشورات من حين لآخر، وأعادوا طبع النصوص المهمة ونشر الوثائق والصور التاريخية. تشمل المنشورات الحديثة دليل صانعي الأدوات الأمريكيين، وكتاب نمط للأدوات والسلع المنزلية، وقرص مضغوط يضم أول 60 مجلداً من The Chronicle.
يعقد أعضاء جمعية الصناعات الأمريكية المبكرة اجتماعًا سنويًا، وعادة ما يعقد في متحف كبير له اهتمامات ذات صلة، حيث يوجد برامج من قبل الأعضاء بما في ذلك المحادثات والمظاهرات والعروض وتبادل الأدوات. هناك أيضًا اجتماعات إقليمية في جميع أنحاء البلاد توفر نسخًا أصغر يسهل الوصول إليها من الاجتماع السنوي.
منذ عام 1978، قدمت الجمعية أكثر من 100 منحة بحثية لدعم البحث الأصلي والنشر والمعارض المتعلقة بمهمتهم. لأكثر من عقد من الزمان، تم عقد برنامج من ورش العمل لمدة أسبوع بالتعاون مع إيستفيلد فيليدج، شرق ناسو، نيويورك، حيث يتم تعريف المشاركين على عدد من الحرف التقليدية. هناك أيضًا «جولة أدوات» سنوية إلى أوروبا تركز على المتاحف والمواقع والمجموعات المتعلقة بتاريخ الفنون الميكانيكية.

## كتب مستوحاة من الجمعية
يمكن العثور على شهادة على فعالية EAIA في العديد من المنشورات، بما في ذلك:
- American Woodworking Tools, by Paul B. Kebabian & Dudley Whitney, New York Graphic Society (1979) (ردمك 0-8212-0731-8)
- Collecting Antique Tools, by Herbert P. Kean & Emil S. Pollak, Astragal Press (1990) (ردمك 0-9618088-5-3)
- Tools: A Guide for Collectors, by Jane & Mark Rees, Astragal Press (1999) (ردمك 0-904638-12-X)
- The Wooden Plane, by John M. Whelan, Astragal Press (1993) (ردمك 1-8793353-2-8)
- A Treasury of American Scrimshaw, by Michael McManus, Studio (1997) (ردمك 0-670-86234-7)
- Before Photocopying: The Art and History of Mechanical Copying 1780-1938, by Barbara J. Rhodes & William W. Streeter, Oak Knoll (1999) (ردمك 1-8847186-1-2)
- With Hammer in Hand, by Charles F. Hummel, University Press of Virginia (1976) (ردمك 0-8139-0124-3)

## روابط خارجية
- الموقع الرسمي